# تئاتر آرتس
تئاتر آرتس (انگلیسی: Arts Theatre) یک سالن نمایش در لندن، انگلستان است.
این سالن تئاتر که در خیابان گریت نیوپورت قرار دارد در سال ۱۹۱۳ میلادی تأسیس شده و جزئی از تئاتر وست اند محسوب می‌شود. تئاتر آرتس دارای ۳۵۰ نفر ظرفیت می‌باشد.